# Грязнуха (нижний приток Идолги)
Овраг Грязнуха — река в России, протекает в Саратовской области. Длина реки составляет 11 км, площадь водосборного бассейна 78,9 км². Вытекает из пруда, не имеющего названия, в урочище Золотые Овраги, протекает через сёла Озерки, Куликовка, Новая Тепловка, урочище Малая Рыбушка.

## Данные водного реестра
По данным государственного водного реестра России относится к Донскому бассейновому округу, водохозяйственный участок реки — Медведица от истока до впадения реки Терса, речной подбассейн реки — Дон между впадением Хопра и Северского Донца. Речной бассейн реки — Дон (российская часть бассейна).
Код объекта в государственном водном реестре — 05010300112107000008177.